# Maria Holka
Maria Aleksandra Holka (ur. 15 sierpnia 1985 w Warszawie) – polska kompozytorka muzyki filmowej, rozrywkowej, aranżerka, autorka tekstów, wokalistka, pianistka, muzykolog, pedagog.

## Życiorys
Absolwentka Wydziału Rytmiki Zespołu Państwowych Szkół Muzycznych II stopnia nr. 2 im. Fryderyka Chopina w Warszawie (Bednarska). W 2009 roku ukończyła z wyróżnieniem kierunek Muzykologia Teoretyczna i Stosowana na Wydziale Nauk Historycznych i Społecznych Uniwersytetu Kardynała Stefana Wyszyńskiego. 
Kompozycją muzyki zajęła się ok. 14 roku życia. Jej pierwszym nauczycielem kompozycji był Szabolcs Esztényi, u którego uczyła się także improwizacji muzycznej podczas edukacji na Wydziale Rytmiki. Następnie, jako studentka Wydziału Muzykologii Teoretycznej i Stosowanej kontynuowała naukę u Mariana Sawy, aż do jego śmierci. W okresie studiów podjęła współpracę z Unplugged Orchestra, która zaowocowała pierwszym wykonaniem jej utworu na orkiestrę kameralną "Ostinato".  
W 2008 roku założyła wraz z Aleksandrem Baszunem zespół Retrospektakl, z którym zdobyła kilka nagród i wyróżnień na ogólnopolskich konkursach i festiwalach. W 2013 zadebiutowała jako kompozytorka muzyki teatralnej (wraz z Aleksandrem Baszunem) do spektaklu „Das Abenteuer der kleinen Dickmadame”, w reżyserii Gabriela Wonga, prezentowanego w Theater für Niedersachsen w Hildesheim. Rok później debiutowała jako kompozytorka muzyki filmowej w pełnometrażowym filmie dokumentalnym „Solidarność według kobiet” w reżyserii Marty Dzido i Piotra Śliwowskiego. Od 2014 roku współpracuje z wydawnictwem Agora jako autorka oprawy muzycznej Gali Nagrody im. Ryszarda Kapuścińskiego za Reportaż Literacki. Od 2015 współpracuje z wydawnictwem Magnetic Records (Universal Music Polska) jako autorka muzyki i tekstów, głównie o tematyce dziecięcej. Od 2016 jest wykładowczynią Studium Wokalno - Aktorskiego w Warszawskiej Szkole Filmowej. 
W 2018 roku wraz z zespołem Retrospektakl wydała debiutancki album "Wino" (wydawnictwo Magnetic Records, dystrybucja Universal Music Polska). 
W 2023 roku wygrała konkurs, organizowany przez Stowarzyszenie Autorów ZAiKS i Fundację Grand Press "Napisz piosenkę z Wojtkiem Młynarskim". Jej kompozycja do tekstu "Niewielkie słowo - przyzwoitość"  Wojciecha Młynarskiego, została wybrana przez jury spośród 174 nadesłanych zgłoszeń. Prawykonanie utworu miało miejsce 31 sierpnia 2023 w Europejskim Centrum Solidarności w Gdańsku podczas Gali Medalu Wolności Słowa, transmitowanej przez TVN24. Premierową piosenkę wykonał Ralph Kamiński z towarzyszeniem Tarkowski Orkiestra.
Ma na koncie współpracę z takimi artystami jak: Piotr Fronczewski, Jerzy Stuhr, Anna Karczmarczyk, Adam Abramek, Alan Maze, Katarzyna Dąbrowska, Joanna Rawik, Maciej Miecznikowski, Piotr Rodowicz, Witold Karolak, czy Gabriel Wong. 
Trzykrotna stypendystka Ministra Kultury i Dziedzictwa Narodowego. Członek zwyczajny ZAIKS i SAWP.

## Muzyka filmowa[19]
| Film                        | Rok  | Uwagi                                                                                         | Źródło |
| --------------------------- | ---- | --------------------------------------------------------------------------------------------- | ------ |
| Jan i Stefania              | 2023 | film dokumentalny, reżyseria: Paweł Kłoda                                                     | [ 20 ] |
| Goliat – zapomniany bohater | 2019 | film dokumentalny, reżyseria: Tomasz Sańpruch, Witold Tabaka (aranżacja i wykonanie piosenek) | [ 19 ] |
| Trzech znanych P.           | 2018 | film fabularny – krótkometrażowy, reżyseria: Karolina Ford                                    | [ 19 ] |
| Siła                        | 2017 | film dokumentalny, reżyseria: Mirosław Mamczur                                                | [ 19 ] |
| Pierwszy dzień lata         | 2016 | film fabularny, reżyseria: Krzysztof Liwiński                                                 | [ 21 ] |
| Fragment                    | 2016 | film fabularny- krótkometrażowy, reżyseria: Mirosław Mamczur                                  | [ 22 ] |
| Siła                        | 2016 | film dokumentalny, reżyseria: Mirosław Mamczur                                                | [ 23 ] |
| Bezdom                      | 2015 | film fabularny- krótkometrażowy, reżyseria: Aleksandra Panisko                                | [ 24 ] |
| To czego chcę               | 2015 | film fabularny – krótkometrażowy, reżyseria: Damian Kocur                                     | [ 25 ] |
| Solidarność według kobiet   | 2014 | film dokumentalny, reżyseria: Marta Dzido, Piotr Śliwowski                                    | [ 26 ] |

## Muzyka teatralna i słuchowiska
| Spektakl                                                         | Rok  | Uwagi | Źródło |
| ---------------------------------------------------------------- | ---- | --- | ------ |
| Fifi (słuchowisko Teatru Polskiego i Teatru Polskiego Radia)     | 2022 | Autor libretta: Arnold Szyfman Adaptacja i reżyseria: Anna Skuratowicz Muzyka: Maria Holka Realizacja akustyczna: Andrzej Brzoska Produkcja: Magda Raczyńska występują: Dorota Bzdyla – Fifi, Anna Cieślak – Lola, Ewa Makomaska – Staszka, Bernadetta Statkiewicz – Józia, Hanna Skarga – Służąca, Adam Cywka – Kazio, Maksymilian Rogacki – Doktor Michał Niedzielski, Adam Biedrzycki – Baron, Dominik Łoś – Boniewicz, Paweł Krucz – Holisz | [ 27 ] |
| Bomba Banda (audioserial)                                        | 2022 | 7-odcinkowy audioserial, wyprodukowany dla portalu Audioteka Scenariusz, reżyseria, muzyka, teksty piosenek, produkcja: Maria Holka Muzyka, udźwiękowienie, miks, mastering: Witold Karolak Występują: Anna Karczmarczyk, Katarzyna Dąbrowska, Jan Staszczyk, Sebastian Skoczeń, Maria Holka | [ 28 ] |
| W krainie Wysokich traw (audioserial)                            | 2021 | 7- odcinkowy audioserial wyprodukowany dla portalu Audioteka. Scenariusz, reżyseria, muzyka, teksty piosenek, produkcja: Maria Holka Muzyka, udźwiękowienie, miks, mastering: Witold Karolak Występują: Anna Karczmarczyk, Jan Staszczyk, Sebastian Skoczeń, Maria Holka | [ 29 ] |
| Królewna Julwita z Kukoldowy (słuchowisko Polskiego Radia Opole) | 2021 | Wykonanie piosenek i rola Panienki Sukienki Scenariusz, reżyseria, muzyka: Marzena Mielcarek Realizacja i mastering: Andrzej Czubiński Słuchowisko powstało w Studiu M im. SBB Radia Opole | [ 30 ] |
| Nie każdemu bije dzwon (słuchowisko Polskiego Radia Opole)       | 2020 | Rola Heleny, wykonanie muzyki Scenariusz i reżyseria: Marzena Mielcarek Muzyka: Jacek Mielcarek, Jakub Mielcarek, Marzena Mielcarek (pieśń Heleny), Maria Holka, Aleksander Gonsior | [ 31 ] |
| Bajki o Sulęcinie                                                | 2020 | kompozycja, aranżacja, wykonanie muzyki, udźwiękowienie cyklu bajek autorstwa popularnych twórców literatury dziecięcej (Joanna Krzyżanek, Beata Ostrowicka, Eliza Piotrowska, Magdalena Zarębska, Michał Capiński - Pan Poeta, Grażyna Bąkiewicz, Łukasz Wierzbicki). Czytają: Maria Holka, Sebastian Skoczeń, Michał Capiński | [ 32 ] |
| Świąteczny pociąg (spektakl muzyczny)                            | 2017 | kompozycja, aranżacja, libretto bajki muzycznej. reżyseria: Maria Holka, Anna Barańska- Wróblewska Premiera: Filharmonia Bałtycka w Gdańsku | [ 33 ] |
| Prot i Filip                                                     | 2015 | kompozycja muzyki do przedstawienia reżyseria: Sebastian Skoczeń, Tomasz Korczyk, Teatr Kamienica – Warszawa | [ 34 ] |
| Das Abenteuer der kleinen Dickmadame                             | 2013 | kompozycja muzyki (wraz z Aleksandrem Baszunem) do przedstawienia reżyseria: Gabriel Wong, Theater fur Niedersachsen – Hildesheim | [ 17 ] |

## Dyskografia
| Album                       | Rok  | Wydawca                                  | Uwagi | Źródło |
| --------------------------- | ---- | ---------------------------------------- | --- | ------ |
| Кротова робота              | 2022 | Blesz Edition Sp.z.o.o                   | Kompozycja, aranżacja, wykonanie piosenek (chórki, piano, instrumenty wirtualne). Płyta z udziałem Vlady Muravets – ukraińska wersja językowa albumu "Krecia robota". Tłumaczenie: Elzhbeta Kozlovska  | [ 35 ] |
| Krecia robota               | 2019 | Blesz Edition Sp.z.o.o                   | Kompozycja, aranżacja i wykonanie piosenek (wokal, chórki, piano, instrumenty wirtualne) Płyta z udziałem Jerzego Stuhra (lektor).                                                                     | [ 11 ] |
| Wino                        | 2018 | Magnetic Records/ Universal Music Polska | Kompozycja, aranżacja, teksty i wykonanie piosenek (wokal, chórki, piano, akordeon, instrumenty wirtualne). Debiutancka płyta zespołu Retrospektakl. Współtwórca zespołu i piosenek: Aleksander Baszun | [ 36 ] |
| Ach śpij, kochanie          | 2017 | Wydawnictwo „Zielona sowa”               | Aranżacja (wraz z Witoldem Karolakiem) i wykonanie (śpiew) kołysanek. | [ 37 ] |
| Marzenia się spełnia        | 2017 | JBB Coaching                             | Kompozycja, aranżacja, produkcja utworów. Płyta w wykonaniu Jakuba B. Bączka i Anety Moniuszko. | [ 38 ] |
| Hej kolęda kolęda           | 2016 | Wydawnictwo "Zielona sowa”               | Aranżacja (wraz z Witoldem Karolakiem) i wykonanie (śpiew) kołysanek. | [ 39 ] |
| Bajka o Siwobrodym Krasnalu | 2014 | Dodo 4 Story                             | Kompozycja, aranżacja i wykonanie piosenek (wokal, chórki, piano, instrumenty wirtualne) Płyta z udziałem Piotra Fronczewskiego (lektor)                                                               | [ 10 ] |

| Album                      | Rok  | Uwagi                                                                                 | Źródło |
| -------------------------- | ---- | ------------------------------------------------------------------------------------- | ------ |
| Młynarski o miłości        | 2019 | Udział w kompilacji wyd. Magnetic Records/Universal Music Polska                      | [ 40 ] |
| Dzieciaki na wakacjach     | 2019 | Udział w kompilacji i przygotowanie płyty.                                            | [ 41 ] |
| Między ciszą a ciszą 3     | 2017 | Udział w kompilacji (jako Retrospektakl) wyd. Magnetic Records/Universal Music Polska | [ 42 ] |
| Cinema piano 3             | 2017 | Udział w kompilacji wyd. Magnetic Records/Universal Music Polska                      | [ 43 ] |
| Osiecka o miłości 2        | 2017 | Udział w kompilacji wyd. Magnetic Records/Universal Music Polska                      | [ 44 ] |
| Ballady i niuanse 2        | 2015 | Udział w kompilacji wyd. Magnetic Records/ Universal Music Polska                     | [ 45 ] |
| Łagodne Spotkania Muzyczne | 2014 | Udział w kompilacji Wyd. Soliton                                                      | [ 46 ] |
| Kołysanki                  | 2014 | Udział w kompilacji wyd. Magnetic Records/Polskie Nagrania                            | [ 16 ] |
| Ballady i niuanse          | 2013 | Udział w kompilacji (jako Retrospektakl) wyd. Magnetic Records/ Polskie Nagrania      | [ 47 ] |

## Nagrody i wyróżnienia
| Rok  | Wydarzenie | Tytułem            | Nagroda | Źródło |
| ---- | --- | ------------------ | --- | ------ |
| 2023 | Konkurs Stowarzyszenia Autorów ZAiKS i Fundacji Grand Press "Napisz piosenkę z Wojtkiem Młynarskim"                        | Maria Holka        | Nagroda Główna (wygrana). Wręczenie nagrody odbyło się 31.08.2023 w Europejskim Centrum Solidarności w Gdańsku, podczas Gali Medalu Wolności Słowa, transmitowanej na żywo w TVN24. | [ 48 ] |
| 2023 | Konkurs Polskiego Radia i Stowarzyszenia Autorów ZAiKS "Mój świat" na scenariusz słuchowiska dla dzieci.                   | Maria Holka        | Wyróżnienie za scenariusz "Podróż do Manibusso" | [ 49 ] |
| 2020 | XVI Międzynarodowy Festiwal Piosenki "Carpathia Festival" w Rzeszowie                                                      | Maria Holka        | Wyróżnienie | [ 50 ] |
| 2018 | Festiwal „Nowe Kino” w Nowym Sączu                                                                                         | Maria Holka        | Nagroda „Muzyczny Sędziwój” za najlepszą muzykę (do filmu „Trzech znanych P” w reżyserii Karoliny Ford)                                                                             | [ 51 ] |
| 2015 | Festiwal Twórczości „Korowód” w Krakowie (inna nazwa: Ogólnopolski Konkurs Twórców i Wykonawców „Piosenkarnia” w Krakowie) | Retrospektakl      | I Nagroda | [ 52 ] |
| 2013 | Nagroda Fundacji Artystycznej „Kalinowe Serce” im. Kaliny Jędrusik (Warszawa)                                              | Retrospektakl      | Nagroda Fundacji im. Kaliny Jędrusik – „Kalinowe Serce- Młody Talent 2012” | [ 53 ] |
| 2011 | XV Ogólnopolska Giełda Poetycka „Wieczorne Nastroje” w Kwidzynie                                                           | Retrospektakl      | III miejsce | [ 54 ] |
| 2011 | Łagodne Spotkania Muzyczne „Muzyka i Środowisko” w Gdańsku                                                                 | Maria Holka        | Wyróżnienie | [ 55 ] |
| 2011 | XXXVII Ogólnopolskie Spotkania Zamkowe „Śpiewajmy poezję” w Olsztynie                                                      | Duet Retrospektakl | III miejsce |        |
| 2011 | XV Ogólnopolski Festiwal Sztuki Słowa „Czy to jest kochanie” w Elblągu                                                     | Retrospektakl      | Wyróżnienie i nominacja do XLVII Festiwalu Piosenki Studenckiej w Krakowie | [ 56 ] |